# Velkoknížectví
Velkoknížectví je dnes již historický státní útvar: feudální monarchie, jejímž panovníkem je velkokníže.

## Historické státy
- Kyjevská Rus, existovala ve 9 – 13. století s centrem na Ukrajině a hlavním městem v Kyjevě a rozkládala se na území mnoha dalších států. Díky své výhodné poloze a kontrole cesty ze Skandinávie do Řecka se stala jedním z nejmocnějších a nejúspěšnějších států své doby a zanechala výraznou kulturní stopu. Za vlády knížete Olega získalo status velkoknížectví. Velkokníže měl plnou moc nad statkáři, kteří ovládali severní území státu, od nichž se vybíral tribut ve prospěch Kyjeva. Ve druhé polovině 11. století proběhl proces dezintegrace, v jehož důsledku již severní země nebyly považovány za součást Rusi, ale knížata Rusi, která tam vládla, měla plné právo obsadit kyjevský velkoknížecí stolec a ucházet se o něj. Tato politika vedla k oslabení státu a ve 13. století jej zničil mongolský vpád. Většina bývalých území se stala součástí Litevského velkoknížectví, které zdědilo mnoho jeho tradic.
- Velkoknížectví litevské , celý název Litevské velkoknížectví, Rusínsko a Žemaitsko, existovalo ve 13. – 16. století. Rozkládalo se na území dnešních států Litvy, Běloruska a Ukrajina se střediskem ve městě Vilno (Vilnius) (do 15. století v městě Trakaji). Byl v té době největším státem v Evropě. Prováděla politiku zachování tradic v zemích Rusi, zdědil jazyk a zákony bývalého státu. Od roku 1386 bylo v personální unii s Polskem, když se litevský velkokníže Jagiełło stal i polským králem. V 15. století ztrácí velkoknížectví území na východě. V roce 1569 vznikla lublinská unie a byl vytvořen společný stát polsko-litevský.

- Moskevské velkoknížectví vznikl v polovině 14. století z moskevského knížectví, které se vydělilo jako úděl knížectví vladimirsko-suzdalského. V roce 1328 se moskevský kníže Ivan Danilovič Kalita stal velkoknížetem vladimirským. Sídlo velkoknížete (i sídlo metropolity) bylo přeneseno z Vladimiru do Moskvy. Moskevské velkoknížectví se zmocnil značné části bývalých území Zlaté hordy a Kyjevské Rusi. Vytvořila ruské impérium v 18. století. V roce 1547 přijal velkokníže moskevský titul cara (Ivan IV. Hrozný).

- Území Finského velkoknížectví prakticky odpovídá území dnešního Finska, jež bylo součástí Švédského království.

- Velkoknížectví poznaňské

- Velkoknížectví varšavské

- Velkoknížectví lucemburské